# Băiașu, Vâlcea
Băiașu este un sat în comuna Perișani din județul Vâlcea, Muntenia, România.
Se pare că numele său provine de la căutătorii de aur din albia râurilor care exploatau nisipul aurifer fiind supuși unei taxe speciale plătite doamnei țării[1]. Cea mai veche atestare documentară cunoscută este legată de un document emis de Mircea Ciobanu în anul 1550 prin care sunt întărite niște drepturi : „Dă domnia mea această poruncă a domniei mele lui Neagu cu nepotul său Vlasie și cu frații săi și cu nepotul său Oprea, cu frații săi și cu fiii lor câți Dumnezeu le va da, ca să le fie ocină în Băiași de peste tot hotarul, din sat jumătate de loc, însă fără o delniță. Și iarăși să le fie și cealaltă jumătate de loc din Băiași, însă fără trei delnițe, oricît se vor alege părțile lor toate, fiindcă le sunt vechi și drepte ocine, dedine și cumpărături de la Radu și Stoica din Dobrușa, încă din zilele lui Vlad voievod, pentru 5 000 de aspri.
Și hotarul încă să se știe: din vârful Mamotei și până în fântâna Stogului și în vârful Coziei”[2].
O altă atestare se întâlnește în 1567 într-un act al voievodului Petru cel Tânăr, prin care se atestă lui Stoica cu frații și cu fiii săi niște proprietăți și schimburi de teren: „ Dă domnia mea această poruncă a domniei mele lui Stoica și cu frații lui, Ion și Carapciul și cu fiii lor, câți le va da dumnezeu, ca să le fie ocină în Băiași, însă loc de casă, pentru că acest loc de casă le-a fost moștenire. Dar Stoica și Ion și Carapciul au schimbat cu Roman și cu Marco locul acela de casă pe alt loc de casă”[3]. La acest document vom face referire și pentru alte sate ale comunei care sunt amintite în cuprinsul său.
La 1577 întâlnim iarăși satul, sub numele de Boiași, într-un hrisov al domnitorului Alexandru Mircea. Acesta întărește o moștenire a Neagolei, rămasă singurul urmaș legitim al lui Burduh : „Dă domnia mea această poruncă o domniei mele acestei femei, anume Neagolea, cu fiii, cîți Dumnezeu îi va da, ca să-i fie ocină în Boiași, toată partea tatălui său, a lui Burduh, oricât se va alege din cîmp și din pădure și din apă și din munte, pentru că a fost veche și dreaptă ocină și de moștenire a tatălui său, a lui Burduh. Căci a murit tatăl său cu toți fiii și cu soția lui, numai ce a rămas de la el o fiică, care este mai sus-zisă, anume Neagolea, din trupul lui”[4]. La sfârșitul secolului XVI, în timpul lui Mihai Viteazul, satul se „ rumânizeazǎ”, intrând în stăpânirea lui Teodor Rudeanu vel logofăt la 1597: „ca să-i fie lui satul Băiași tot, cu tot hotarul și cu tot venitul și cu toți rumânii, însă anume : Stan și Stan și Dan și Vlasie și Șerban și Radul și Stoica și Opriși și Stanciul și Vladul și Stanciu  Plescote și Stan Cojan și Anca și feciorul ei, Opriș și Anca și feciorul ei Ion. Pentru că acest sat Băiașu au fostu oameni slobozi, apoi ei s-au vîndut de bunăvoie boierului domniei mele ce s-au scris mai sus, Theodosie vel logofăt drept 12 000 aspri gata, cum să fie ei rumâni.”[5]. Acest document este interesant și pentru alte informații pe care le oferă, cu privire la aproximarea numărul locuitorilor și a numelor lor. O parte din aceștia sunt întâlniți și în documentele precedente : Vlasie, Oprea, Stanciu.
[1] Marinoiu, C. (2001), Toponimia Țării Loviștei, Editura Vestala, București, p.60
[2] D.R.H,B, Țara Românească(1536-1550), IV,p.350,doc.295
[3] D.R.H,B, Țara Românească(1566-1570), VI,p.38,doc.27
[4] D.R.H,B,  Țara Românească(1576-1580), VIII,p.134-135,doc.82
[5] D.R.H,B, Țara Românească(1593-1600), XI, p.315,doc.237

## Vezi și
- Biserica de lemn din Băiașu

 Acest articol despre o localitate din județul Vâlcea este deocamdată un ciot. Puteți ajuta Wikipedia prin completarea lui.